# Ornithidium vagans
Ornithidium vagans är en orkidéart som beskrevs av Rudolf Schlechter. Ornithidium vagans ingår i släktet Ornithidium och familjen orkidéer.
Artens utbredningsområde är Colombia. Inga underarter finns listade i Catalogue of Life.